# Sarothrias hygrophilus
Sarothrias hygrophilus is een keversoort uit de familie Jacobsoniidae. De wetenschappelijke naam van de soort is voor het eerst geldig gepubliceerd in 1998 door Pal.